# Wiener Freie Volksbühne
Die Freie Volksbühne war ein Theaterverein in Wien von 1906 bis 1915.

## Geschichte

### Gründung
Der Publizist Stefan Großmann veröffentlichte am 29. Juli 1906 einen Aufruf zur Gründung einer Wiener Freien Volksbühne in der Arbeiter-Zeitung. Er wollte einen Verein schaffen, der einkommensschwachen Mitgliedern den Besuch von Theatervorstellungen möglich machen sollte, nach dem Vorbild der Berliner Freien Volksbühne.
Am 13. September 1906 fand die Gründungsversammlung statt.
Am 21. Oktober wurde als erstes Theaterstück Zu den Sternen von Leonid Andrejew in der Regie von Richard Vallentin aufgeführt. Gespielt wurde in der Folgezeit an verschiedenen Theatern, vor allem im Theater in der Josefstadt und dem Lustspielhaus im Prater von Josef Jarno.

### Strukturen
Jedes Mitglied des Vereins hatte das Anrecht auf eine Theaterkarte im Monat. Die Verteilung der Sitzplätze erfolgte über ein mathematisch ausgerechnetes System, um eine ungefähre Gleichverteilung zu ermöglichen. (In Berlin wurde gelost.) Die Mitgliedsbeiträge wurden in zwei Gruppen gestaffelt, um sehr armen Personen auch eine Mitgliedschaft zu ermöglichen.
Stefan Großmann war der künstlerische Leiter, der über die Auswahl der Stücke und deren Besetzungen allein entschied. Der Vorstand (Ausschuss) unterstützte ihn und war für die organisatorischen Angelegenheiten zuständig. Vorsitzender war der sozialdemokratische Abgeordnete Engelbert Pernerstorfer. Die Sozialdemokratische Arbeiterpartei Österreichs war dort stark vertreten, sie übte aber nie einen negativen parteipolitischen Einfluss aus und gab auch keine finanziellen Zuwendungen.
Im ersten Jahr 1906 gab es 3.500 Mitglieder, 1910 waren es 12.000 und 1912 25.000.

### Weitere Entwicklung

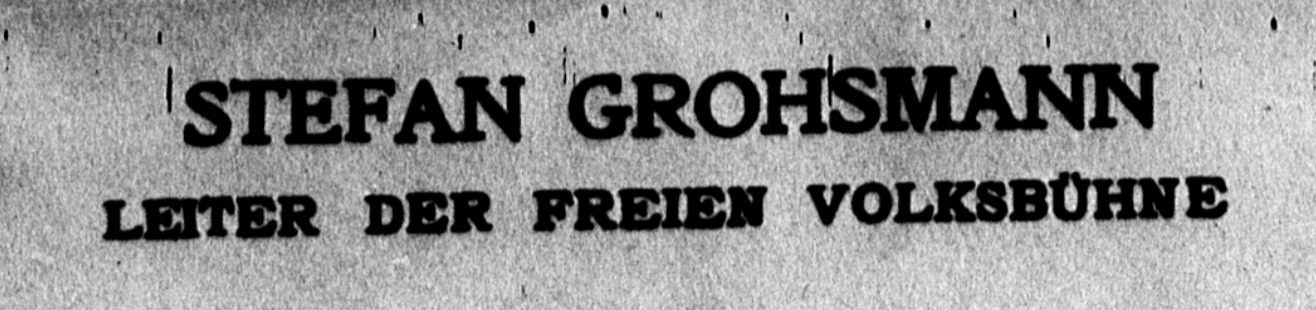
Briefkopf 1911

Der Regisseur Richard Vallentin musste leider bald ausscheiden, da ihm von seinem Volkstheater, an dem er hauptsächlich angestellt war, die weitere Beteiligung  verboten wurde. Seitdem führte Stefan Großmann selber Regie.
1910 wurde der Bau eines eigenen Theaters geplant. Es wurde ein Grundstück gekauft und der Architekt Oskar Kaufmann mit dem Bau beauftragt. Auf Grund von finanziellen Problemen und Widerständen von Behörden und privaten Unternehmern musste das Gelände 1913 wieder verkauft werden. (Das dort von einem nachfolgenden Eigentümer  fertiggestellte Wiener Stadttheater wurde 1914 eröffnet.)
Die Freie Volksbühne nutzte stattdessen seit Dezember 1912 einen Theatersaal im 7. Bezirk in der Neubaugasse (die jetzige Renaissancebühne) als eigene Spielstätte.
Im April 1913 schied Stefan Großmann aus allen Aktivitäten aus und zog nach Berlin.
Der Verein Freie Volksbühne löste sich im August 1915 auf. Das Theatergebäude  behielt den Namen Volksbühne noch bis 1916/1918 bei.

## Aufführungen
Bis Sommer 1911 wurden bereits 81 Inszenierungen aufgeführt, die in sechs verschiedenen Theatern gezeigt wurden.
- Zu den Sternen von Leonid Andrejew, 21. Oktober 1906, Theater in der Josefstadt, Regie Richard Vallentin, mit Anton Edthofer, Josef Jarno, Eröffnungsstück der Freien Volksbühne
- Hanneles Himmelfahrt von Gerhart Hauptmann, 1906/07, mit Anton Edthofer[3]
- Baumeister Solneß von Henrik Ibsen, 7. Mai 1907, Theater in der Josefstadt, Regie Richard Vallentin, vier weitere Aufführungen bis 28. Mai[4]
- Elektra von Hugo von Hofmannsthal, 1908, österreichische Erstaufführung
- Elga von Gerhart Hauptmann, April 1911, Residenztheater[5]

- Kampl von Johann Nestroy, Dezember 1912, Volksbühne, Eröffnung der neuen Spielstätte[6]

## Persönlichkeiten
Leiter
- Stefan Großmann, 1906–1913, Gründer und künstlerischer Leiter
- Engelbert Pernerstorfer, 1906–1915, Vorsitzender des Vorstands
- Leopold Winarsky, 1906–, stellvertretender Vorsitzender
- Arthur Rundt, 1913–1915, Leiter

Regisseure und Dramaturgen
- Richard Vallentin, 1906–1907, Regisseur
- Stefan Großmann, 1907–1913, Regisseur
- Arthur Rundt, (vor) 1913–1915, Regisseur
- Berthold Viertel, Dramaturg

Schauspieler
- Anton Edthofer, 1906–
- Josef Jarno, 1906–
- Raoul Aslan
- Fritz Kortner
- Max Pallenberg

Weitere Beteiligte
- Grete Wiesenthal, Tänzerin
- Alfred Kubin, Bühnenbildner